# Biollet
Biollet település Franciaországban, Puy-de-Dôme megyében. Lakosainak száma 317 fő (2022. január 1.). Biollet Espinasse, Charensat és Saint-Priest-des-Champs községekkel határos.

## Népesség
A település népességének változása:
| Lakosok száma | 327  | 333  | 340  | 329  | 325  | 320  | 319  | 319  | 317  |
|               | 2013 | 2015 | 2016 | 2017 | 2018 | 2019 | 2020 | 2021 | 2022 |